# Grand Prix Německa 1999
Grand Prix Německa 1999 (LXI. Großer Mobil 1 Preis von Deutschland), 10. závod 50. ročníku mistrovství světa jezdců Formule 1 a 42. ročníku poháru konstruktérů, historicky již 640. Grand Prix, se již tradičně odehrála na okruhu Hockenheimring.
Závod se konal 1. srpna 1999 a přinesl již 3. vítězství Eddie Irvina a 124. vítězství pro značku Ferrari.

## Výsledky
| Pozice | Jezdec                | Vůz            | Čas                  |
| ------ | --------------------- | -------------- | -------------------- |
| 1      | Eddie Irvine          | Ferrari F399   | 1:21'58.594          |
| 2      | Mika Salo             | Ferrari F399   | á 0:01,007           |
| 3      | Heinz-Harald Frentzen | Jordan 199     | á 0:05,195           |
| 4      | Ralf Schumacher       | Williams FW21  | á 0:12,809           |
| 5      | David Coulthard       | McLaren MP4/14 | á 0:16,823           |
| 6      | Olivier Panis         | Prost AP02     | á 0:29,873           |
| 7      | Alexander Wurz        | Benetton B199  | á 0:33,333           |
| 8      | Jean Alesi            | Sauber C18     | á 1:11,291           |
| 9      | Marc Gene             | Minardi M01    | á 1:48,318           |
| 10     | Luca Badoer           | Minardi M01    | á 1 kolo             |
| 11     | Johnny Herbert        | Stewart SF3    | á 5 kol              |
| Kolo   | Odstoupili            | -              | -                    |
| 38     | Pedro de la Rosa      | Arrows FA20    | Mimo trať            |
| 26     | Mika Häkkinen         | McLaren MP4/14 | Defekt pneumatiky    |
| 22     | Alessandro Zanardi    | Williams FW21  | Diferenciál          |
| 21     | Riccardo Zonta        | BAR 001        | Motor                |
| 16     | Toranosuke Takagi     | Arrows FA20    | Motor                |
| 14     | Damon Hill            | Jordan 199     | Brzdy                |
| 11     | Jarno Trulli          | Prost AP02     | Motor                |
| 8      | Giancarlo Fisichella  | Benetton B199  | Suspenzor            |
| 7      | Rubens Barrichello    | Stewart SF3    | Hydraulika           |
| 1      | Pedro Diniz           | Sauber C18     | Kolize s Villeneuvem |
| 1      | Jacques Villeneuve    | BAR 001        | Kolize s Dinizem     |

### Nejrychlejší kolo
- David Coulthard McLaren 1'45270

### Vedení v závodě
- 1-24 kolo Mika Häkkinen
- 25 kolo Mika Salo
- 26-45 kolo Eddie Irvine

### Postavení na startu
| 1. řada  | 1                                 | 2                                      |
|          | Mika Häkkinen McLaren 1'42.950    | Heinz-Harald Frentzen Jordan 1'43.000  |
| 2. řada  | 3                                 | 4                                      |
|          | David Coulthard McLaren 1'43.288  | Mika Salo Ferrari 1'43.577             |
| 3. řada  | 5                                 | 6                                      |
|          | Eddie Irvine Ferrari 1'43.769     | Rubens Barrichello Stewart 1'43.938    |
| 4. řada  | 7                                 | 8                                      |
|          | Olivier Panis Prost 1'43.979      | Damon Hill Jordan 1'44.001             |
| 5. řada  | 9                                 | 10                                     |
|          | Jarno Trulli Prost 1'44.209       | Giancarlo Fisichella Benetton 1'44.338 |
| 6. řada  | 11                                | 12                                     |
|          | Ralf Schumacher Williams 1'44.468 | Jacques Villeneuve BAR 1'44.508        |
| 7. řada  | 13                                | 14                                     |
|          | Alexander Wurz Benetton 1'44.522  | Alessandro Zanardi Williams 1'45.034   |
| 8. řada  | 15                                | 16                                     |
|          | Marc Gene Minardi 1'45.331        | Pedro Diniz Sauber 1'45.335            |
| 9. řada  | 17                                | 18                                     |
|          | Johnny Herbert Stewart 1'45.454   | Riccardo Zonta BAR 1'45.460            |
| 10. řada | 19                                | 20                                     |
|          | Luca Badoer Minardi 1'45.917      | Pedro de la Rosa Arrows 1'45.935       |
| 11. řada | 21                                | 22                                     |
|          | Jean Alesi Sauber 1'45.963        | Toranosuke Takagi Arrows 1'46.209      |
| -------- | --------------------------------- | -------------------------------------- |

- 107 % = 1'50"156

### Zajímavosti
- 20 GP pro BAR
- 20 nejrychlejší kolo pro pneumatiky Bridgestone
- 10 nejrychlejší kolo Davida Coultharda
- 50 GP Luca Badoer
- 100 pole positions pro McLaren
- 10 GP pro Pedro de la Rosu

| Pole position  | Vítězství          | Nejrychlejší kolo  |
| Finsko         | Spojené království | Spojené království |
| Mika Häkkinen  | Eddie Irvine       | David Coulthard    |
| McLaren MP4/14 | Ferrari F399       | McLaren MP4/14     |
| 1'42.950       | 1:21'58.594        | 1'45.270           |
| 238.590 km/h   | 224.678 km/h       | 233.331 km/h       |
| -------------- | ------------------ | ------------------ |

### Stav MS
- Zelená - vzestup
- Červená - pokles

| *  | Jezdec                | Body |
| -- | --------------------- | ---- |
| 1  | Eddie Irvine          | 52   |
| 2  | Mika Häkkinen         | 44   |
| 3  | Heinz-Harald Frentzen | 33   |
| 4  | Michael Schumacher    | 32   |
| 5  | David Coulthard       | 30   |
| 6  | Ralf Schumacher       | 22   |
| 7  | Giancarlo Fisichella  | 13   |
| 8  | Rubens Barrichello    | 10   |
| 9  | Mika Salo             | 6    |
| 10 | Damon Hill            | 5    |
| 11 | Alexander Wurz        | 3    |
| 12 | Pedro Diniz           | 3    |
| 13 | Johnny Herbert        | 2    |
| 14 | Olivier Panis         | 2    |
| 15 | Pedro de la Rosa      | 1    |
| 16 | Jean Alesi            | 1    |
| 17 | Jarno Trulli          | 1    |

| * | Vozy     | Body |
| - | -------- | ---- |
| 1 | Ferrari  | 90   |
| 2 | McLaren  | 74   |
| 3 | Jordan   | 38   |
| 4 | Williams | 22   |
| 5 | Benetton | 16   |
| 6 | Stewart  | 12   |
| 7 | Sauber   | 4    |
| 8 | Prost    | 3    |
| 9 | Arrows   | 1    |

| * | Jezdec         | Body |
| - | -------------- | ---- |
| 1 | Velká Británie | 89   |
| 2 | Německo        | 87   |
| 3 | Finsko         | 50   |
| 4 | Itálie         | 14   |
| 5 | Brazílie       | 13   |
| 6 | Rakousko       | 3    |
| 7 | Francie        | 3    |
| 8 | Španělsko      | 1    |